# Zuzana Tomas
Zuzana Tomas (* 15. Februar 1977 in Brezno) ist eine slowakische Marathonläuferin. Tomas nahm an den Olympischen Spielen 2008 teil, wo sie 67. wurde mit einer Zeit von 2:49:39. Sie studiert an der University of Utah in Salt Lake City.